# Poppy (cantora)
Moriah Rose Pereira (Boston, Massachusetts, 1 de janeiro de 1995), mais conhecida como Poppy ou That Poppy, é uma cantora, compositora, atriz e youtuber estadunidense que ganhou grande notoriedade por mesclar vários estilos, com destaque principal no Metal. Mudou-se para Los Angeles em 2013 para seguir uma carreira musical, onde assinou com Island Records e em 2016 lançou seu primeiro EP, Bubblebath, sobre o nome inicial de That Poppy, ao qual posteriormente seria utilizado simplesmente como Poppy.
Seus primeiros vídeos, produzidos com a direção de Titanic Sinclair, caracterizam-se por ser inquietantes e muitas vezes ilógicos, caracterizando-a como uma garota robotizada, cuja vida se contém em um plano descolorido e virtual, dando a se presumir sua inexistência no mundo físico. Atualmente, Moriah, ainda dentro do seu alter ego, faz vídeos de tutoriais de beleza. Ainda é incerto o status do seu alter ego, se é que ele ainda será caracterizado por Moriah.

## Primeiros anos
Moriah Rose Pereira nasceu em Boston, Massachusetts, Ela se lembra de querer ser uma Rockette quando criança e cresceu dançando o que ela fez por 11 anos. Seu pai era baterista de uma banda, e ela lembra de ter visto sua banda tocar quando ela era muito jovem. . Se mudou para Nashville, Tennessee,  por volta dos 14 anos; afirmando em uma entrevista de 2013: "Eu mudei para cá, porque meu pai mudou de emprego e queríamos começar de novo, então eu pensei: Nashville, E meus pais foram com isso, o que foi meio estranho, então sim, acabamos em Nashville". Logo depois, e com 15 anos, Poppy saiu de casa para Los Angeles em busca de uma carreira no entretenimento.

## Arte
Poppy explicou que seu nome artístico é um apelido pelo qual sua amiga costumava chama-la. Depois que sua amiga persistentemente a apresentou como "Poppy", o nome ficou preso. Poppy se descreveu como uma "garota Barbie kawaii". Ela descreveu seu estilo como "música [que] faz você querer governar o mundo". Poppy diz que ela se inspirou em gêneros como  J-Pop, o K-Pop e o reggae. Ela se lembra de ter começado a compor música em 2012. Ela disse ao Tiger Beat que suas inspirações musicais são Cyndi Lauper, Elvis Presley, Jimmy Eat World, No Doubt e Blondie.
A identidade de Poppy foi inicialmente mantida em segredo. Ela explicou: "Eu não quero que as pessoas falem sobre a minha idade, eu quero que elas falem sobre o que eu estou fazendo [...] As pessoas, especialmente hoje em dia, são tão obcecadas em saber tudo". Em 2018, Poppy revelou em um comunicado no Twitter que ela manteve sua identidade protegida por ser uma sobrevivente de abuso no passado.

### Recepção
Os críticos elogiaram a atratividade da música de Poppy e descreveram sua pessoa como distante da realidade. Racked chamou-a de "doce, mas alienígena" e "brilhantemente viciante".. PopularTV disse de sua música "Paralelamente a Gwen Stefani em No Doubt, That Poppy mistura punk com ska-pop e te faz desejar se levantar e dançar". O Blog de UQ Music descreveu-a como "uma cruza entre Electra Heart e a Princesa Peach". David Mogendorff, quem trabalha em conteúdo e serviços de artistas para YouTube e Google Play Music, disse que tem "uma forte influência do J-pop e o K-pop".
O canal do YouTube de Poppy é frequentemente considerado como um comentário nas mídias sociais. VICE descreveu o tom do canal e disse: "...se você tiver paciência para trabalhar nos vídeos deste canal, certas tendências começam a surgir. O mais óbvio é a fixação de Poppy com a internet e a cultura de mídia social. Mas o que é mais interessante é o tom geral dos vídeos, que tem evoluído progressivamente nos últimos dois anos." Gita Jackson, do Kotaku, sugeriu que os vídeos são um comentário sobre a experiência de estar em na Internet, escrevendo: "De alguma forma, ela tornou cada vídeo do YouTube único. Seu canal é um índice de todo pedido de desculpas insincero, uma aposta desesperada por pontos de vista e segurança que você não poderia fazer sem seus fãs que você nunca verá. Poppy não está apenas enlameando o absurdo das pessoas que ganham a vida como figuras públicas na Internet, mas também por toda a experiência de estar online." Mogendorff disse que os vídeos são "como comentário social ... sobre as ansiedades da vida moderna" e "uma maneira realmente interessante de se comunicar, pessoal, mas estranha".

## Carreira musical

### 2015–2016: parceria do YouTube com Titanic Sinclair e "3:36  (Music to Sleep To)"
Poppy mudou-se a Los Angeles em 2013 para seguir sua carreira musical. Ali associou-se com o diretor Corey Michael Mixter, conhecido por seu nome artístico Titanic Sinclair, para fazer uma série de videos promocionais abstratos num canal de YouTube titulado originalmente "Moriah Poppy" e depois "thatPoppyTV". O canal agora se conhece simplesmente como "Poppy". Em 2015, Poppy assinou com a Island Records  e lançou seu single de estréia, "Lowlife", em 24 de julho de 2015. PopularTV  descreveu a canção como "uma música que faz você querer tomar o seu velho Vans e sair com os meninos patinador" Lowlife mais tarde foi posteriormente incluído na coletânea "Now That's What I Call Music! 58" nos Estados Unidos. Um remix da canção foi lançado em abril de 2016. Lowlife também recebeu cobertura na BBC Rádio. Pereira lançou seu primeiro EP, Bubblebath , em 12 de fevereiro de 2016. É um álbum pop de quatro faixas. Uma música do EP, chamada "Money" (segundo single do EP), foi usada na série de televisão Scream durante o primeiro episódio da segunda temporada. A canção também foi usada no video game The Sims 4 na estação de rádio de "Música pop pré-adolescente" para o pack de acessórios de Quarto de Meninos.
Em outubro de 2016, Poppy lançou um álbum de música ambiente experimental chamado 3:36 (Music to Sleep To), composto por Titanic Sinclair e ela mesma, com o apoio de polissonográficos da Escola Universitária de Medicina de Washington. Em novembro de 2016, converteu-se na imagem da primeira colecção "Hello Sanrio" da empresa japonesa Sanrio.

### 2017–presente:Poppy.Computer, Poppy.Church, Ação judicial de Mars Argo,Am I A Girl?eI Disagree

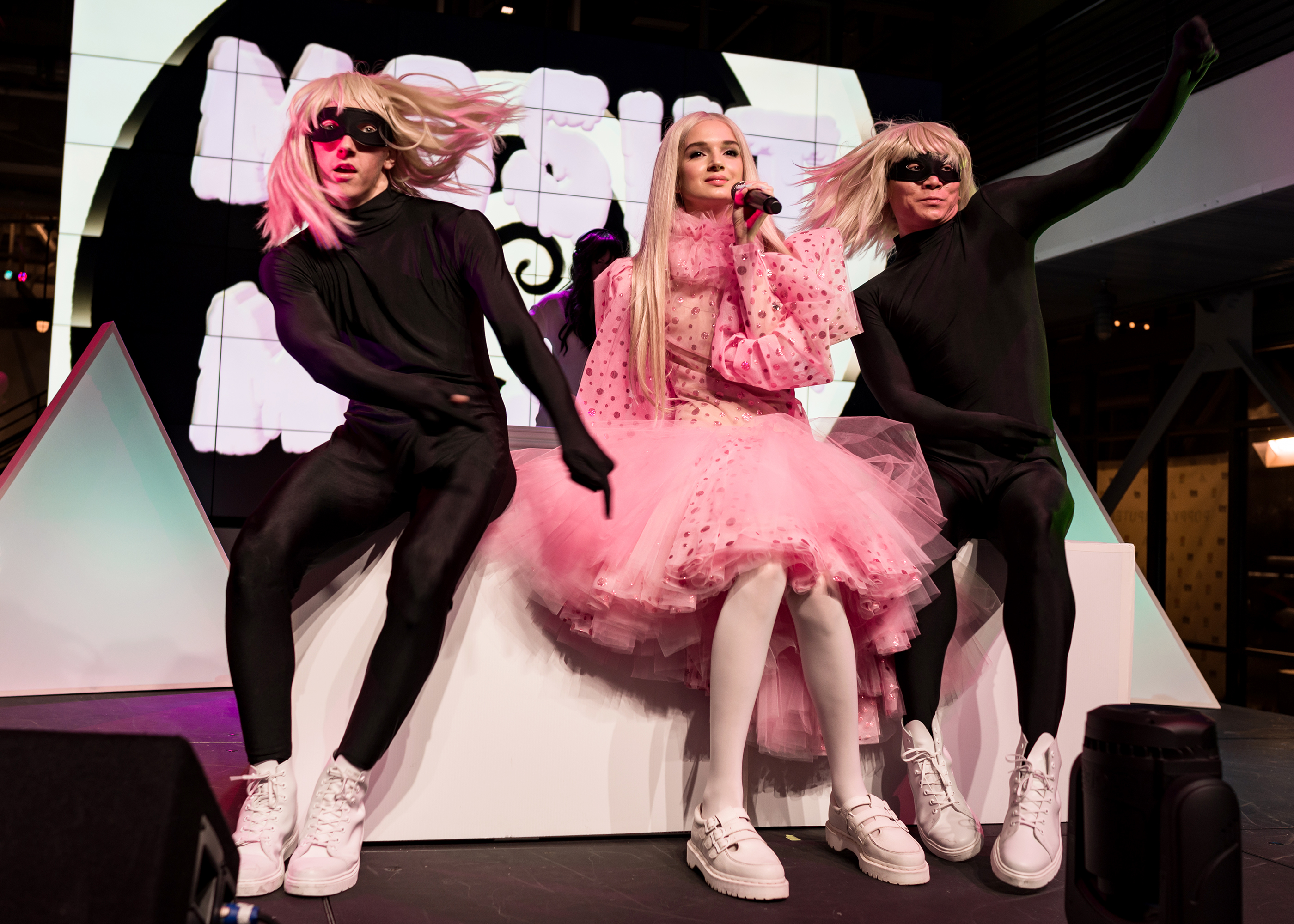
Poppy em apresentação no YouTube Space em Los Angeles

Em fevereiro de 2017, protagonizou uma série de videos para Comedy Central intitulados "Internet Famous with Poppy". Em setembro de 2017, Poppy ganhou um prêmio Streamy na categoria 'Artista Revelação'.
Poppy disse que seu estilo é inspirado por artistas de J-Pop. Ela tem descrito seu estilo musical como "música que te faz querer governar o mundo", Em uma entrevista Poppy que se tivesse que se descrever com uma música, provavelmente seria "Material Girl" da Madonna, em outra entrevista contou que sua canção favorita de seu EP Bubblebath é "Money".
Em 2017, Poppy esteve trabalhando em seu primeiro álbum Poppy.Computer, junto com Mad Decent, que foi lançado em 6 de outubro de 2017. Alguns dos singles deste primeiro álbum são "Interweb", "Computer Boy" e "My Style ", do qual Charlotte participa, uma dos personagens fictícios do canal da artista no YouTube. Além disso, ela fez sua primeira turnê com paradas em diferentes locais nos Estados Unidos e no Canadá, a partir de 19 de outubro de 2017. Algumas de suas apresentações venderam todos os ingressos e até ampliaram o número de apresentações que a cantora fez.
Em novembro de 2017, Poppy anunciou que seu segundo álbum de estúdio estava "quase pronto", e que ela iria ao Japão novamente para finalizá-lo.
Em março de 2018, Poppy se apresentou no festival de música pop japonesa, Popspring.
Em 17 de abril de 2018, a ex-colaboradora de Sinclair e parceira, Mars Argo entrou com um processo de 44 páginas contra Sinclair e Poppy alegando violação de direitos autorais, afirmando que Sinclair baseou a persona on-line de Poppy, bem como abuso físico e emocional Sinclair teria submetido a ela no período após a sua separação e o subsequente abandono do projeto. Em 7 de maio, Poppy fez uma declaração pública sobre o processo, alegando que Mars Argo estava tentando manipulá-la psicologicamente e revelando sua própria história como uma sobrevivente de abuso.
Em 2018, Poppy começou a dar dicas sobre um novo projeto e site chamado Poppy.Church. A princípio, o objetivo do site não era conhecido, pois continha apenas uma mensagem enigmática e uma oportunidade para digitar o número de telefone de alguém. Depois de alguns meses, no entanto, o objetivo do site ficou claro. Todos os dias às 3:36 PDT, uma certa quantidade de pessoas que digitou seu número de telefone receberia um link para se juntar à Igreja. Lá eles iriam preencher um perfil, criar um avatar e prometer sua fidelidade a Poppy. Em 18 de agosto de 2018, há um Atrium, que funciona como sala de bate-papo, teatro, galeria, que muda semanalmente, um lobby, que é como outra sala de bate-papo, um quadro de avisos com anúncios, uma página de relatório pessoal, uma caixa escritório vendendo ingressos para Am I a Girl? tour, uma mochila e uma página de configurações para editar informações de contato e caractere. Em 8 de agosto de 2018, muitos dos recursos listados, como galeria, teatro e lobby, foram adicionados. Nesse dia, a capacidade de se inscrever para a associação foi removida; A única maneira de acessá-los é se você tivesse feito uma conta antes de 8 de agosto.
Em 6 de julho de 2018, Poppy lançou um cover da música de Gary Numan "Metal" como single em todas as plataformas digitais. Em 27 de julho de 2018, Poppy lançou o primeiro single do álbum Am I a Girl? intitulado "In a Minute". Ela lançou o segundo single do álbum "Time Is Up", com a participação o DJ americano Diplo, em 22 de agosto de 2018.
Em 30 de setembro de 2019, Poppy anunciou que seu terceiro álbum com nome de "I Disagree" seria lançado no dia 10 de janeiro de 2020. A música homônima foi lançada junto com a pré-venda do álbum, sendo que ela posteriormente seria colocada como a segunda música do album, sendo a primeira "Concrete", que também foi lançada antes da estréia do album. "BLOODMONEY" foi lançada como o terceiro single do álbum em 6 de novembro de 2019 e "Fill The Crown" foi lançado como o quarto single do álbum em 11 de dezembro de 2019.

## YouTube

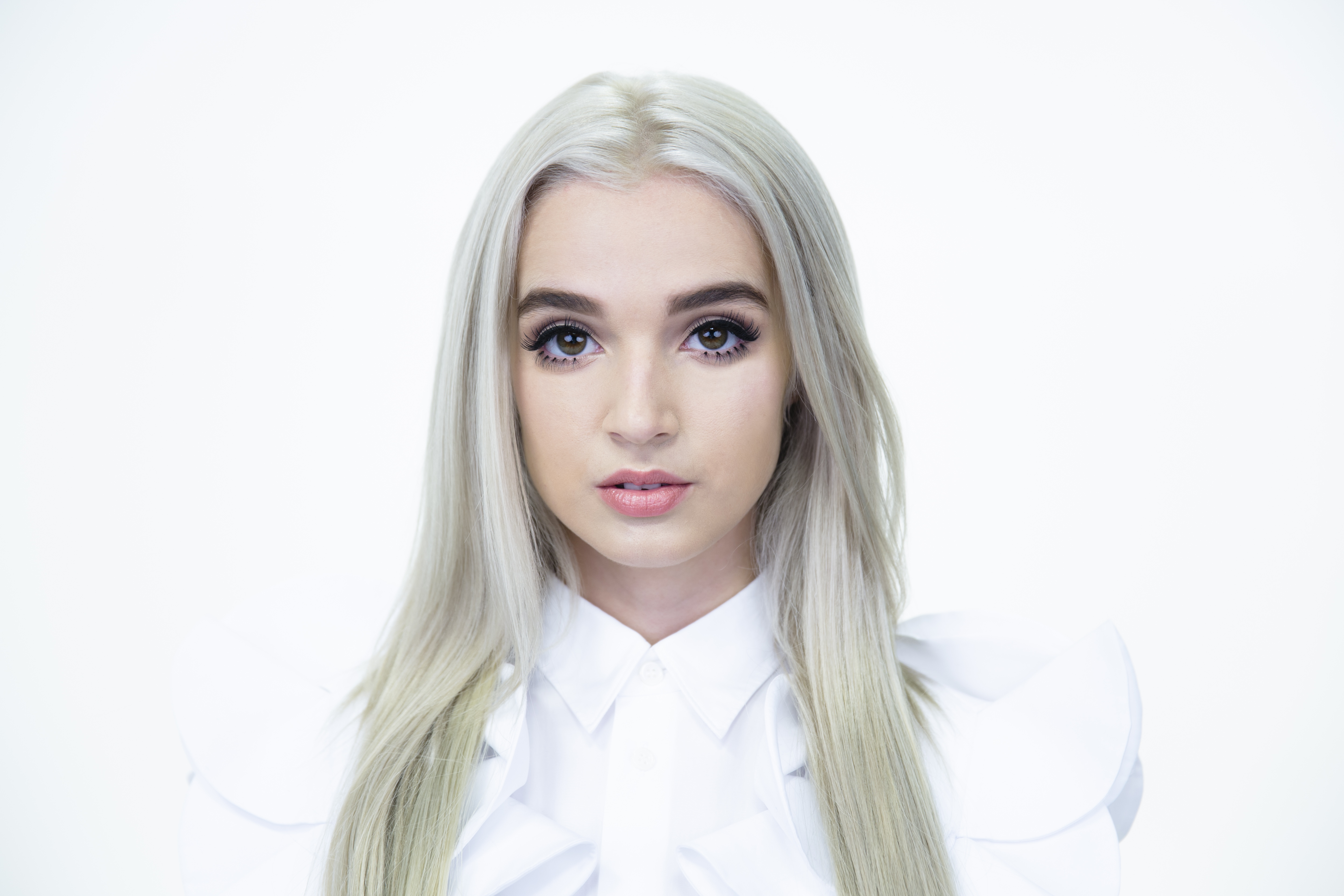
Uma foto de Poppy

O canal do YouTube de Poppy foi criado em 6 de outubro de 2011, e seu primeiro vídeo é de novembro de 2014, um resumo chamado "Poppy Eats Cotton Candy", dirigido por Titanic Sinclair. Os vídeos são descritos por seu produtor Sinclair como "uma combinação da acessibilidade pop de Andy Warhol, o arrepio de David Lynch e o tom cômico de Tim Burton". O canal foi discutido por outros YouTubers, incluindo PewDiePie, Social Repose Night Mind, MatPat, Reaction Time, e os Fine Brothers em sua série React. Ela estrelou um episódio no qual ela reage às crianças reagindo aos seus vídeos.  Ela também apareceu em um episódio da aclamada série da web Good Mythical Morning.
Sinclair alude em uma entrevista que o personagem de Poppy nos vídeos promocionais se apresentou a ele como um andróide e como parte do conceito se relaciona com a estranha hipótese do vale.
Além de seus vídeos promocionais abstratos, o canal de Poppy apresenta sua música original, vários covers e versões acústicas de suas músicas.
A amiga de Poppy, Charlotte, uma manequim entrevistadora de celebridades com voz sintética, é um personagem recorrente. Ela geralmente aparece interagindo com Poppy, mas também sozinha. Ela parece ter desenvolvido um problema com drogas e ciúmes depois que Poppy ficou famosa, o que dificulta seu relacionamento, embora Charlotte tenha se tornado o ato de abertura de Poppy para sua turnê Poppy.Computer Tour de 2017–2018. Outros personagens incluem o filho de Charlotte, um menino manequim que foi alvo de abuso nas mãos de sua mãe durante um estupor drogado; Plant (voz de Sinclair), um vaso de manjericão que é um dos amigos mais próximos de Poppy e seu maior apoiador; e Skeleton (também dublado por Sinclair), um esqueleto de modelo de plástico que é revelado como aquele que vende as drogas de Charlotte.
O canal também tem uma minissérie  animada promocional chamada Everybody Wants to Be Poppy, dirigida por Titanic Sinclair e ilustrada por Melanie Foreman, que estrela Poppy como ela mesma, Titanic Sinclair como Rex, o ator Matt Bennett como Pho, o cantor e compositor canadense Simon Wilcox como Phoebe. e o fotógrafo Sam McGuire, de Los Angeles, como Wyatt. A série documenta a viagem de Poppy e Rex enquanto tentam encontrar um "smoothie de couve mágica".
Poppy realizou sua primeira participação no YouTube Rewind em 2017, ao lado da atriz Lilly Singh.

## SérieI'm Poppy
I'm Poppy , um curta-metragem e primeiro episódio da série de televisão do mesmo nome, escrito e dirigido por Titanic Sinclair, estreou mundialmente em 23 de janeiro no Festival de Cinema de Sundance de 2018. Nele, Poppy deixa a Internet para o mundo real e enfrenta as armadilhas da fama, incluindo cultos, fãs dementes, Satã e sua amarga rival Charlotte.

## Filmografia

### Televisão
| Ano  | Titulo                      | Papel                   | Notas                                                       |
| ---- | --------------------------- | ----------------------- | ----------------------------------------------------------- |
| 2015 | Jessie                      | Estudante não creditada | Figurante                                                   |
| 2015 | Everybody Wants to Be Poppy | Poppy                   | Voz; 4 episódios                                            |
| 2016 | We Bare Bears               | Voz não creditada       | Promocional curta com música original chamada "Just My Type |
| 2018 | I'm Poppy                   | Poppy Chan              | Protagonista                                                |

## Discografia
Álbuns de estúdio
- Poppy.Computer (2017)
- Am I a Girl? (2018)
- I Disagree (2020)
- Flux (2021)
- Zig (2023)
- Negative Spaces (2024)